# Josef Otto Höijer
Josef Otto Höijer, född 25 augusti 1775 i Kumla socken i Västmanland, död 2 augusti 1833 i Uppsala, var en svensk filolog.
Höijer blev student vid Uppsala universitet 1790 och promoverades till magister 1800. Han kallades sistnämnda år till docent i romerska litteraturen, utnämndes 1802 till adjunkt i grekiska och österländska språken samt befordrades 1815 till professor i grekiska. Höijer gav en frikostig donation som finansierade en adjunkttjänst i grekiska. Hans efterlämnade arbeten utgörs av några disputationer samt en översättning av Thukydides Peloponesiska krigets historia.
Josef Otto Höijer var halvbror till Benjamin Höijer, i faderns andra äktenskap med Johanna Elisabet Bergenstierna. Han dog ogift. Höijer är begraven på Uppsala gamla kyrkogård.